# International Fleetstar
International Fleetstar — это серия большегрузных автомобилей, выпускавшихся между 1962 и 1977 годами компанией International Harvester. Находясь выше Loadstar и ниже обычных Paystar и Transtar, представленных после него, Fleetstar был первой линейкой грузовиков, разработанной International специально для профессионального использования.